# 늑대 (문장학)

폴란드 위베즈의 문장.

늑대는 중세 시기 여러 형식으로 많은 문장에 쓰였다. 보통 가축 포식과 식인동물로 비난을 받지만, 늑대는 고귀하고 용감한 동물로 비유되기도 하고 많은 귀족의 문장과 크레스트에 나타난다. 긴 포위전과 어려운 산업계에서 인내의 보상을 상징하기도 한다.

## 역사

### 브리튼아일랜드와 기타 영어권 문장
늑대는 영국의 문장에 자주 등장한다. 문장 베어링의 늑대 머리 2개는 1070년 체스터 경에서 유래된다. "늑대 머리 2개의 아주르 이레이져는 나중에 후계자 백작부터 사용하기 시작했다.
에드워드 4세(1442~83)는 문장에 흰색 사자와 함께 배지에 흰색 늑대를 넣었고, 이는 자신의 혈토를 나타내는 데 쓰였다.
늑대나 늑대 머리는 종종 비데로우, 드 로우(1308~14년 사이 익명의 "그레이트 롤"에 기록됨), 루푸스(영국 에드워드 3세의 통치), 울퍼르스톤(1422~51년 사이 헨리 5세), 올슬리, 로베트, 로우, 로벨, 루프톤, 울페 등의 가문에서 케인트 문장에 이용되었다.
늑대는 다음 등에서 발견할 수 있다.
- 잉글랜드 라우스 마을 협의회 문장 의 램팬트
- 캐나다 피터 존 크랩트리 문장의 데미
- 캐나다 발터 윌리엄 로이 브레드포트 문장의 데미와 윙
- 캐나다 제임스 토마스 플루드 문장의 헤드
- 캐나다 온타리오 주 그린하우스 지자체 법인 베어링 의 서포터
- 캐나다 브리티시컬럼비아 주 블랜케라 마을 문장 의살리시 스타일

### 유럽 대륙
늑대는 영국 외에도 유럽 대륙의 국가 문장에 등장한다. 스페인의 문장에는 늑대가 종종 입이나 허리에 걸쳐 있는 양의 시체로 등장한다.
이 외에도, 늑대는 독일의 문장에 보편적으로 사용되었다. 바바리아 파사우 마을 문장은 하얀 방패의 붉은 늑대이다. 작센 주에서는 폰 발터도르프 가문 문장에 노란색 방패에 흑색늑대가 등장한다. 카운트 폰 브렌덴스텐-제필린 가문의 문장에는 노란색 방패에 죽은 백조를 문 녹색늑대가 등장한다.
이탈리아의 문장에서는 로물루스와 레물스의 아트리부테트 문장에 암늑대가 묘사되어 있다.

## 문장학에서 늑대의 예

스페인에서 일반적으로 묘사되는 늑대의 모습.
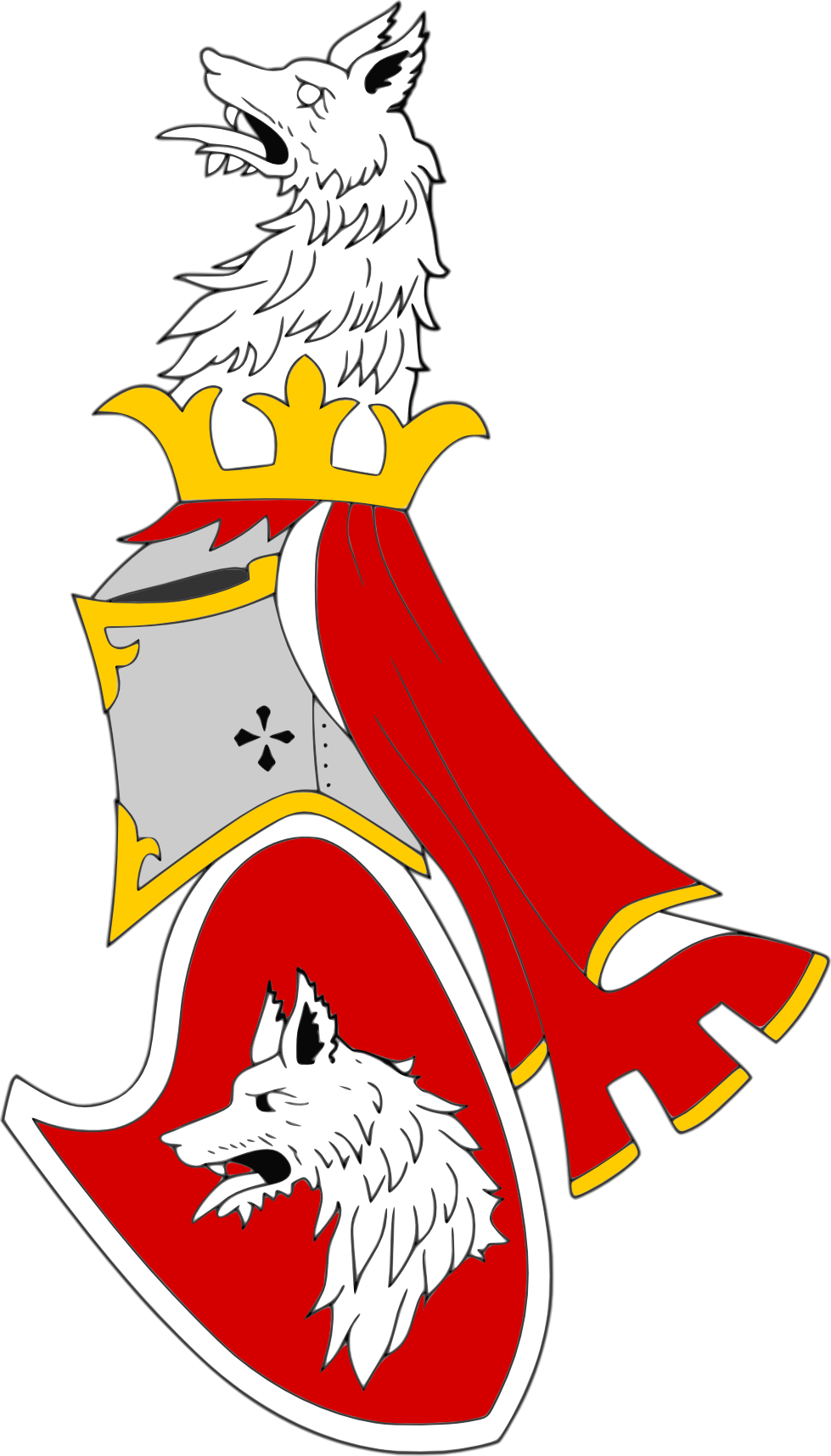
세르비아 귀족 발시치 가문의 안장.
CBRN 방어 군 중 하나인 스페인 "발렌시아 연대"의 문장.
체첸 문장의 베어링에 나타나는 늑대는 이 국가의 상징 중 하나이다.

## 추가 자료
- Boutell, Charles (1890). 《Heraldry, Ancient and Modern: Including Boutell's Heraldry》. London: Frederick Warne. OCLC 6102523.
- Brooke-Little, J P, Norroy and Ulster King of Arms, An heraldic alphabet (new and revised edition), Robson Books, London, 1985 (first edition 1975); sadly very few illustrations
- Civic Heraldry of England and Wales, fully searchable with illustrations,  http://www.civicheraldry.co.uk
- Clark, Hugh (1892) [초판 1775년]. 《An Introduction to Heraldry》. Revised by J. R. Planché 18판. London: George Bell & Sons. ISBN 1-4325-3999-X. LCCN 26005078.
- Canadian Heraldic Authority, Public Register, with many useful official versions of modern coats of arms, searchable online http://archive.gg.ca/heraldry/pub-reg/main.asp?lang=e
- Cussans, John Edwin (2003). 《Handbook of Heraldry》. Kessinger Publishing. ISBN 0-7661-7338-0. LCCN 04024470.
- Fox-Davies, Arthur Charles (1909). 《A Complete Guide to Heraldry》. New York: Dodge Pub. Co. ISBN 0-517-26643-1. LCCN 09023803.
- Friar, Stephen (ed) A New Dictionary of Heraldry  Alphabooks, Sherborne, 1987; sadly with very few illustration of attitudes* Greaves, Kevin, A Canadian Heraldic Primer, Heraldry Society of Canada, Ottawa, 2000, lots but not enough illustrations
- Heraldry Society (England), members' arms, with illustrations of bearings, only accessible by armiger's name (though a Google site search would provide full searchability), https://web.archive.org/web/20091116220334/http://www.theheraldrysociety.com/resources/members.htm
- Heraldry Society of Scotland, members' arms, fully searchable with illustrations of bearings, https://web.archive.org/web/20130507090132/http://heraldry-scotland.com/copgal/thumbnails.php?album=7
- Innes of Learney, Sir Thomas, Lord Lyon King of Arms Scots Heraldry (second edition)Oliver and Boyd, Edinburgh, 1956
- Moncreiffe of Easter Moncreiffe, Iain, Kintyre Pursuivant of Arms, and Pottinger, Don, Herald Painter Extraordinary to the Court of the Lord Lyon King of Arms Simple Heraldry, Thomas Nelson and Sons, London andf Edinburgh, 1953; splendidly illustrated
- Neubecker, Ottfried (1976). Heraldry: Sources, Symbols and Meaning. Maidenhead, England: McGraw-Hill. ISBN 0-07-046312-3.
- Royal Heraldry Society of Canada, Members' Roll of Arms, with illustrations of bearings, only accessible by armiger's name (though a Google site search would provide full searchability), http://www.heraldry.ca/main.php?pg=l1
- South African Bureau of Heraldry,  data on registered heraldic representations (part of  National Archives of South Africa); searchable online (but sadly no illustration), http://www.national.archsrch.gov.za/sm300cv/smws/sm300dl
- Volborth, Carl-Alexander von (1981). 《Heraldry: Customs, Rules and Styles》. Poole, England: Blandford Press. ISBN 0-7137-0940-5. LCCN 81670212.
- Woodcock, Thomas; John Martin, Robinson (1988). 《The Oxford Guide to Heraldry》. Oxford: Oxford University Press. ISBN 0-19-211658-4. LCCN 88023554.
- Woodward, John; Burnett, George (1969) [초판 1892년]. 《Woodward's a treatise on heraldry, British and foreign》. Edinburgh: W. & A. B. Johnson. ISBN 0-7153-4464-1. LCCN 02020303.